# Михаэлис, Лиане
Лиане Михаэлис (нем. Liane Michaelis; род. 23 апреля 1953, Шёнебек, Саксония-Анхальт) — восточногерманская гандболистка, полевой игрок. Серебряный призёр летних Олимпийских игр 1976 года, двукратная чемпионка мира 1971 и 1975 годов.

## Биография
Лиане Михаэлис родилась 23 апреля 1953 года в восточногерманском городе Шёнебек (сейчас в Германии).
Занималась гандболом в клубе «Магдебург», затем играла за его команду.
Дважды в составе женской сборной ГДР выигрывала золотые медали чемпионата мира: в 1971 году в Нидерландах и в 1975 году в СССР.
В 1976 году вошла в состав женской сборной ГДР по гандболу на летних Олимпийских играх в Монреале и завоевала серебряную медаль. Играла в поле, провела 4 матча, мячей не забрасывала.